# Dictis oranhutan
Espèce
Dictis oranhutan est une espèce d'araignées aranéomorphes de la famille des Scytodidae.

## Distribution
Cette espèce est endémique de Sumatra en Indonésie. Elle se rencontre vers Bukit Lawang.

## Description
Le mâle holotype mesure 3,8 mm.

## Systématique et taxinomie
Cette espèce a été décrite par Fomichev et Omelko en 2023.

## Étymologie
Cette espèce est nommée en référence à l'orang-outan. 

## Publication originale
- Fomichev & Omelko, 2023 : « New data on the spitting spiders (Araneae: Scytodidae) of Southeast Asia. » Acta Biologica Sibirica, vol. 9, p. 975-986.